# Perpète du Pont d'Ahérée
Le baron Perpète du Pont d'Ahérée, né à Dinant le 28 juillet 1778 et mort à Mettet le 6 juin 1857, est un homme politique belge.

## Biographie
Perpète Florent Joseph du Pont d'Ahérée est le fils de Jean Florent Xavier du Pont, seigneur de Vèves et de la vicomté d'Ahérée, et de Marie Agnès Antoinette Renson, dame de Froilieu. Gendre de Pierre Joseph de Paul de Maibe, il est le père de Maurice du Pont d'Ahérée et le grand-père de Paul de Bruges de Gerpinnes.
Propriétaire à Mettet (Namur). Ancien officier de cavalerie, ancien membre de l'ordre équestre aux états provinciaux de Namur. Créé baron par le roi Léopold.
Ancien sénateur, ancien officier sous le Premier Empire, ancien membre de l'ordre équestre de la province de Namur, chevalier de l'ordre de Léopold, officier de la Légion d'honneur.

## Fonctions et mandats
- Membre des États provinciaux de Namur
- Membre du Sénat belge : 1831-1848

## Armoiries
- DUPONT D'AHERÉE - Flandre - (An., 24 août 1776; chevalier de l'Empire, 10 sept. 1808; inc. dans la nob. néerl, 30 mai 1824; barons, 18 déc. 1849 et 18 dec. 1871) - Bandé de sable et d'or. Sur le tout de gueules à une main dextre appaumée de carnation, parée au naturel, posée en pal et surmontée d'une couronne de trois fleurons d'or. S.: deux lions regardants d'or, armés et lampassés de gueules.

## Sources
- Frédéric Bernaert, Fastes militaires des Belges au service de la France, 1789-1815, Bruxelles, Lamertin, 1898.
- Oscar Coomans de Brachène, État présent de la noblesse belge, Annuaire 1996, Bruxelles, 1996.
- Jean-Luc de Paepe et Christiane Raindorf-Gérard, Le Parlement belge, 1831-1894. Données biographiques, Bruxelles, Académie royale des sciences, des lettres et des beaux-arts de Belgique, 1996.
- Jacques Declercq et Luc Hiernaux, Perpète Dupont d'Adhérée. Portrait généalogique d'un notable de province, ancien chasseur à cheval et franc-maçon, in De la Meuse à l'Ardenne, 2014.
- Annuaire statistique et historique belge, 1864 (lire en ligne)
- Charles Emmanuel Joseph Poplimont, La Belgique héraldique : recueil historique, chronologique, généalogique et biographique complet de toutes les maisons nobles, reconnues de la Belgique…, vol. 2, Typ. de G. Adriaens, 1864 (lire en ligne)